# Lluís Alpera
Lluís Alpera i Leiva (Valencia, 1938 - 14 de diciembre de 2018) fue un poeta y crítico literario español. Empezó los estudios de Filosofía y Letras en la Universidad de Valencia y los completó en Madrid en la especialidad de Filología Románica. Se doctoró en 1965 por la Universidad de Valencia con una tesis sobre la lengua de Francesc Eiximenis. Fundó el Departamento de Filología Catalana en la Universidad de Alicante donde ejerció de profesor hasta la jubilación.

## Obra

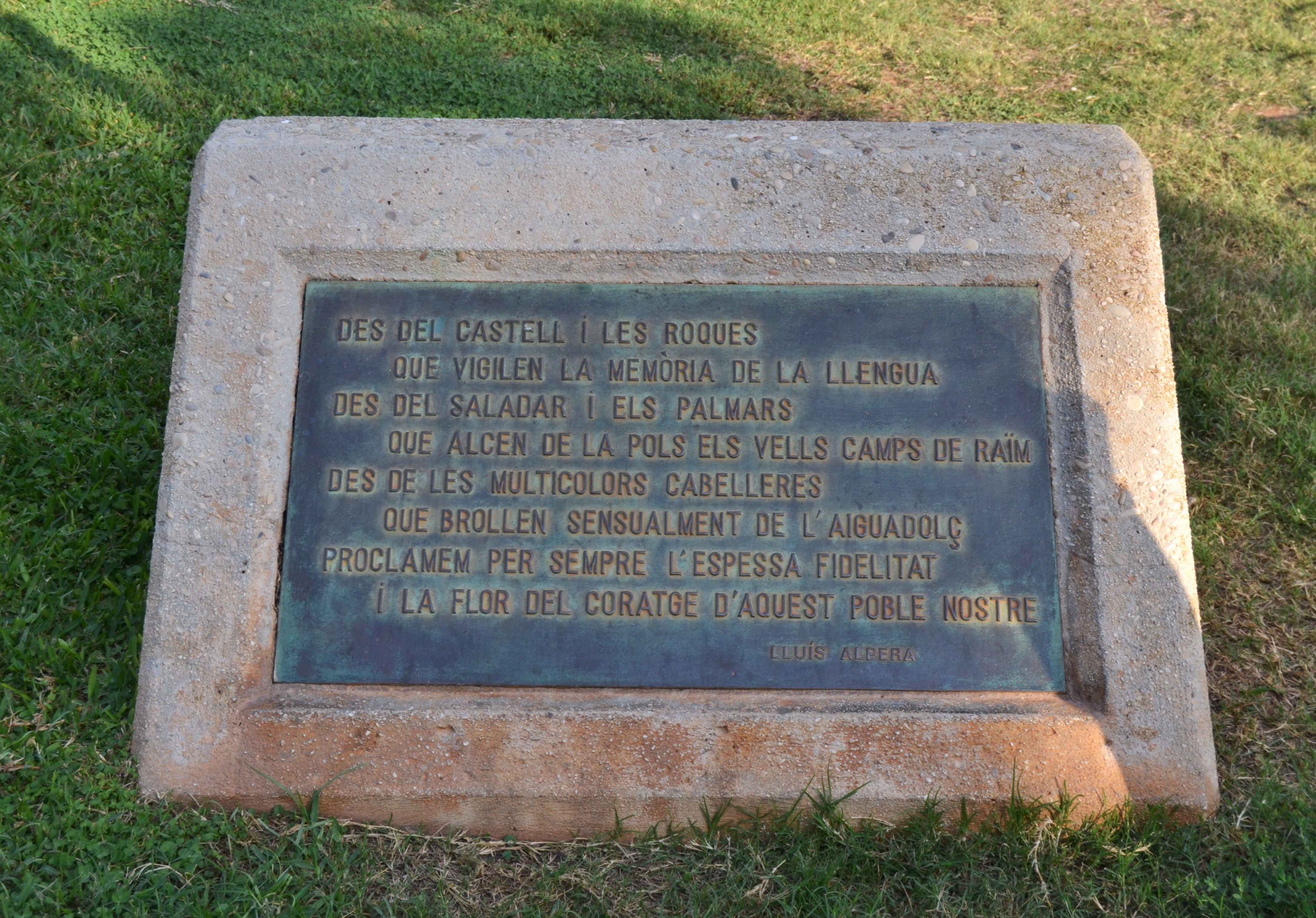
Placa con poema de Lluís Alpera en la plaza de Jaume I, Dénia.

### Poesía
- 1962 - Poetes universitaris valencians [en col·laboració]
- 1963 - El magre menjar
- 1967 - Dades de la història civil d'un valencià
- 1968 - Temps sense llàgrimes
- 1971 - Trencats versos d'agost
- 1980 - Dades de la història civil d'un valencià (Poesia 1958-78)
- 1985 - Surant enmig del naufragi final contemple el voluptuós incendi de totes i cadascuna de les flors del núbil hibiscus
- 1986 - Tempesta d'argent
- 1987 - L'esplendor de l'àmfora
- 1987 - La ciutat irisada de les buguenvíl·lies / La ciudad irisada de las buganvillas (antología bilingüe)
- 1989 - Els fidels dits del cant
- 1990 - Els dons del pleniluni
- 1990 - La taula dels poetes de l'illa coronada (antologia)
- 1992 - L'emperadriu de l'Orient
- 1992 - 50 poemes: antologia
- 1995 - Amb cendres i diamants
- 1995 - Llevant amb baula de xaloc
- 1996 - Amor de mar endins
- 1998 - Cavalls a l'alba: obra poètica
- 1999 - Taronja de cel de novembre / Laranxa de ceo de novembro (antologia)
- 2003 - Els bells papirs d'Alexandria
- 2008 - El nou rapte d'Europa
- 2017 - Les síl·labes secretes
- 2017 - Ulisses i la Mar dels Sargassos. Poesia 1963-2017 (obra completa)

### Crítica literaria o ensayo
- 1966 - "Anthology of Valencian Realist Poetry" / "Antologia de la poesia realista valenciana" (Identity Magazine, núm. 24, Cambridge, Mass., 1966, p. 35-39)
- 1971 - Fiesta al Noroeste (d'Ana M. Matute. Edició, introducció i notes)
- 1973 - Poesia i societat a l'Edat Mitjana (Amb J. Rodríguez-Puértolas)
- 1990 - Estudis i semblances a l'entorn de Joan Valls
- 1990-2001-2004-2008-2010-2013 - Sobre poetes valencians i altres escrits (6 volums)
- 1990 - La rosa quotidiana (de Joan Valls. Edició i introducció)
- 1992 - Lletres de batalla en l'Any del Tirant
- 1992 - Antologia poètica comentada de Vicent Andrés Estellés
- 1994 - Món de Sixto
- 1994 - Lectures de sociolingüística i filologia
- 1995 - Talaia de migjorn: poesia catalana del XX.
- 1997 - Poesia de Maria Beneyto
- 1997 - Obra poètica de Carmelina Sánchez Cutillas
- 1997 - Enric Valor 86 anys (introducció)
- 1998 - Antologia poètica comentada de Joan Valls
- 1998 - Des de l'Aitana al Canigó
- 1999 - Antologia poètica de Jaume Bru i Vidal
- 2001 - Espill d'un temps (de Matilde Llòria. Edició i pròleg)
- 2001 - Enric Valor
- 2017 - Lírica contemporània i altres escrits

### Traducciones realizadas por el autor
- 1990 - Vint poemes / Veinte poemas (Antologia bilingüe) (de Joan Valls)
- 1996 - Els cercles de l'infern (de Justo J. Padrón)
- 2000 - Trenta poemes (edició bilingüe) (de Carmelina Sánchez Cutillas)
- 2003 - Antología poética bilingüe (d'Emili Rodríguez Bernabeu)